# Паломництво в Емаус

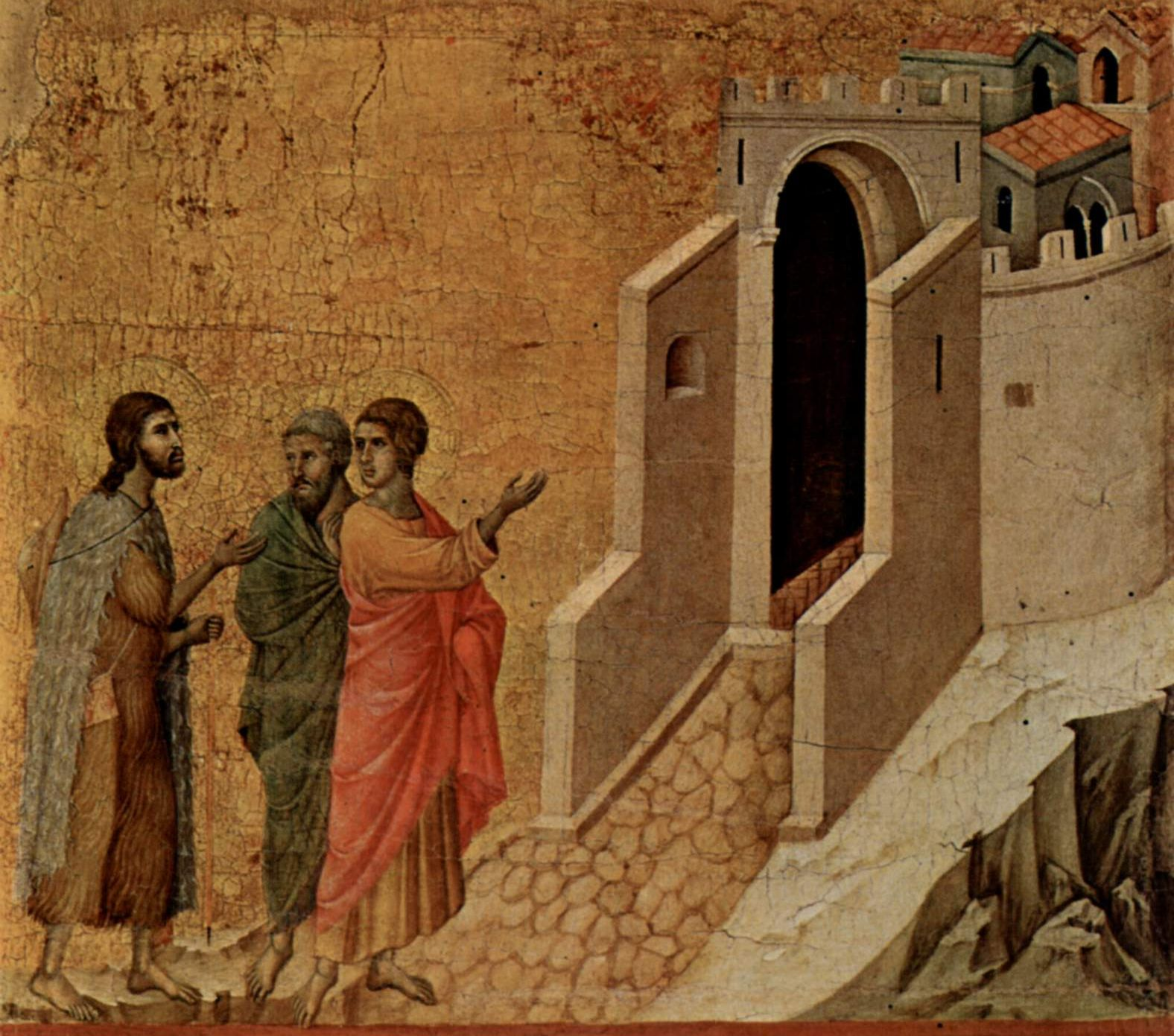
Ісус і два учні «Дорогою в Емаус», Дуччо, 1308—1311, Museo dell'Opera del Duomo, Сієна

Згідно з Євангелієм від Луки, шлях до Емауса є одним із ранніх явлень воскресіння Ісуса після його розп'яття та відкриття порожнього гробу. І зустріч на дорозі в Емаус, і наступна вечеря в Емаусі, на якій зображено трапезу, яку Ісус мав з двома учнями після зустрічі в дорозі, були популярними сюжетами в мистецтві.

## Біблійні оповідання

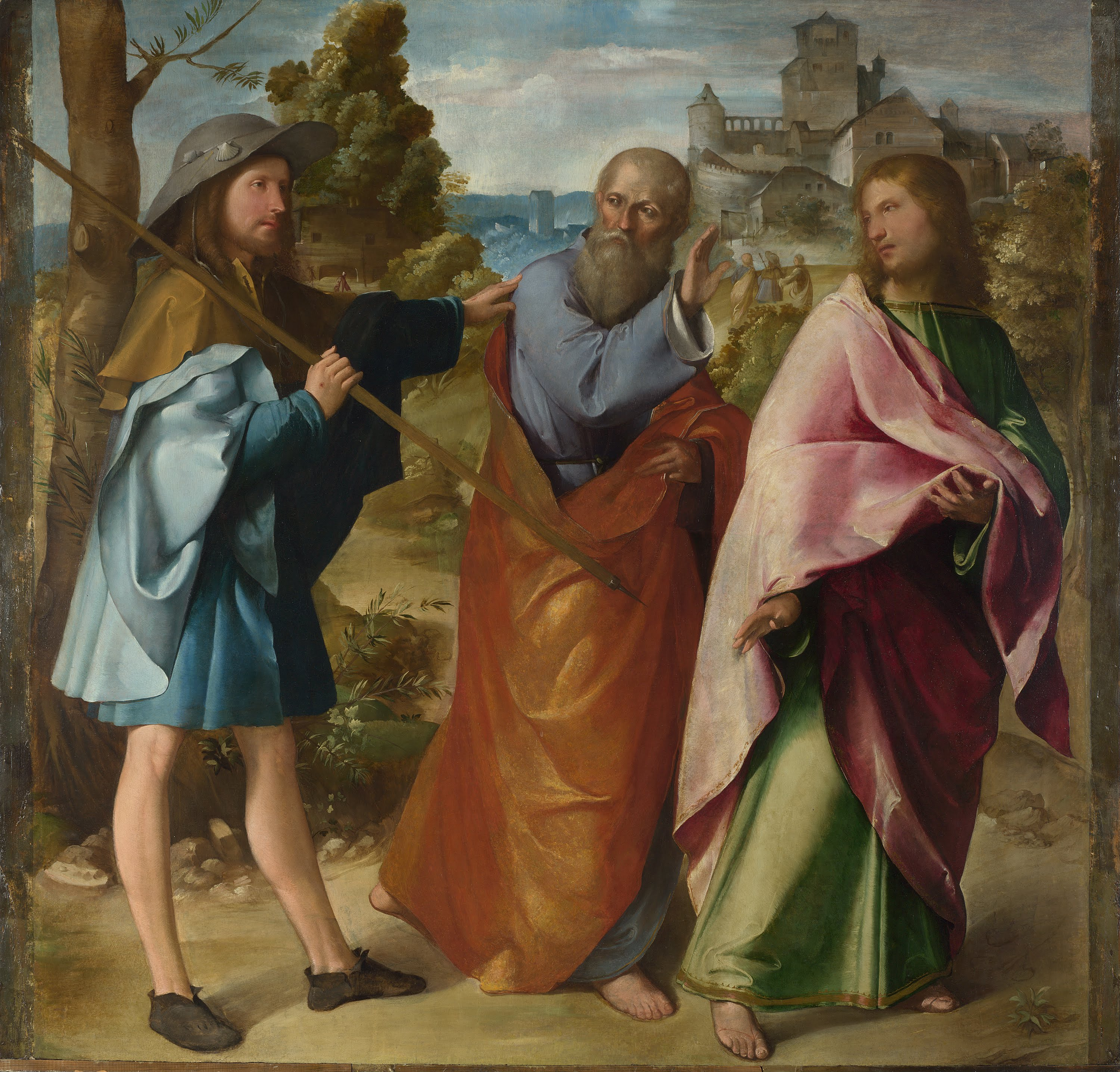
Альтобелло Мелоне — Дорога в Емаус, прибл. 1516–17

Н. Т. Райт вважає детальну розповідь про подорож Емаусом у Луки 24:13–35 одним із найкращих ескізів біблійної сцени в Євангеліє від Луки. Ян Ламбрехт, цитуючи Д. П. Месснера, пише: «оповідання про Емаус є одним із „найвишуканіших літературних досягнень“ Луки». У ньому описується зустріч на дорозі в Емаус і вечеря в Емаусі, а також говориться, що учень на ім'я Клеопа йшов до Емауса з іншим учнем, де вони зустріли Ісуса. Вони його не впізнали і обговорили з ним свій смуток за останні події. Вони вмовили Ісуса прийти поїсти з ними, а під час трапези впізнали його.

### Тема
Хоча можна сказати, що його основним предметом є доведення воскресіння через появу Ісуса, ця розповідь, здається, нічого не говорить про доказ цієї події. Р. В. Л. Моберлі припускає, що "історію найкраще розуміти як виклад герменевтичної проблеми розпізнавання, зосереджуючись саме на питанні "Як можна розпізнати воскреслого Христа? Альфред Макбрайд каже, що розповідь про Емаус стосується «еволюції усвідомлення двох учнів, від розпачу з приводу смерті Христа до віри в Його воскресіння». Використовуваний для сприйняття християнського духовного зростання, ця розповідь розглядається як модель для власної подорожі християн до глибшої віри та як інструмент, щоб допомогти іншим зробити таку ж подорож.

### Паралелі
Євангеліє від Марка містить подібну розповідь, яка описує появу Ісуса двом учням, коли вони йшли по селі, приблизно в один і той же час в євангельській оповіді, хоча в ній не згадується ні про учнів, ні таке місто як Емаус. :
Пізніше Ісус з’явився двом із них у іншому вигляді, коли вони йшли по селу. Вони повернулися і повідомили про це іншим; але й ті їм не повірили.
Було також припущено, що історія ефіопського євнуха (Дії 8:26–40) є «багато обговорюваною паралеллю» до розповіді про Емаус, оскільки між ними є деяка впізнавана схожість. Ламбрехт каже: «Кожна подія завершується ритуалом, ламанням і роздачею хліба в Емаусі та хрещенням ефіопів уздовж дороги. [… ] Спільною темою обох оповідань залишається необхідний герменевтичний зв'язок між Святим Письмом і Воскресінням Ісуса. Святе Письмо слід тлумачити у світлі „доброї новини про Ісуса“ (Дії 8), а події Ісуса можна зрозуміти лише у світлі Святого Письма (Лк 24)» .

### Безіменний учень

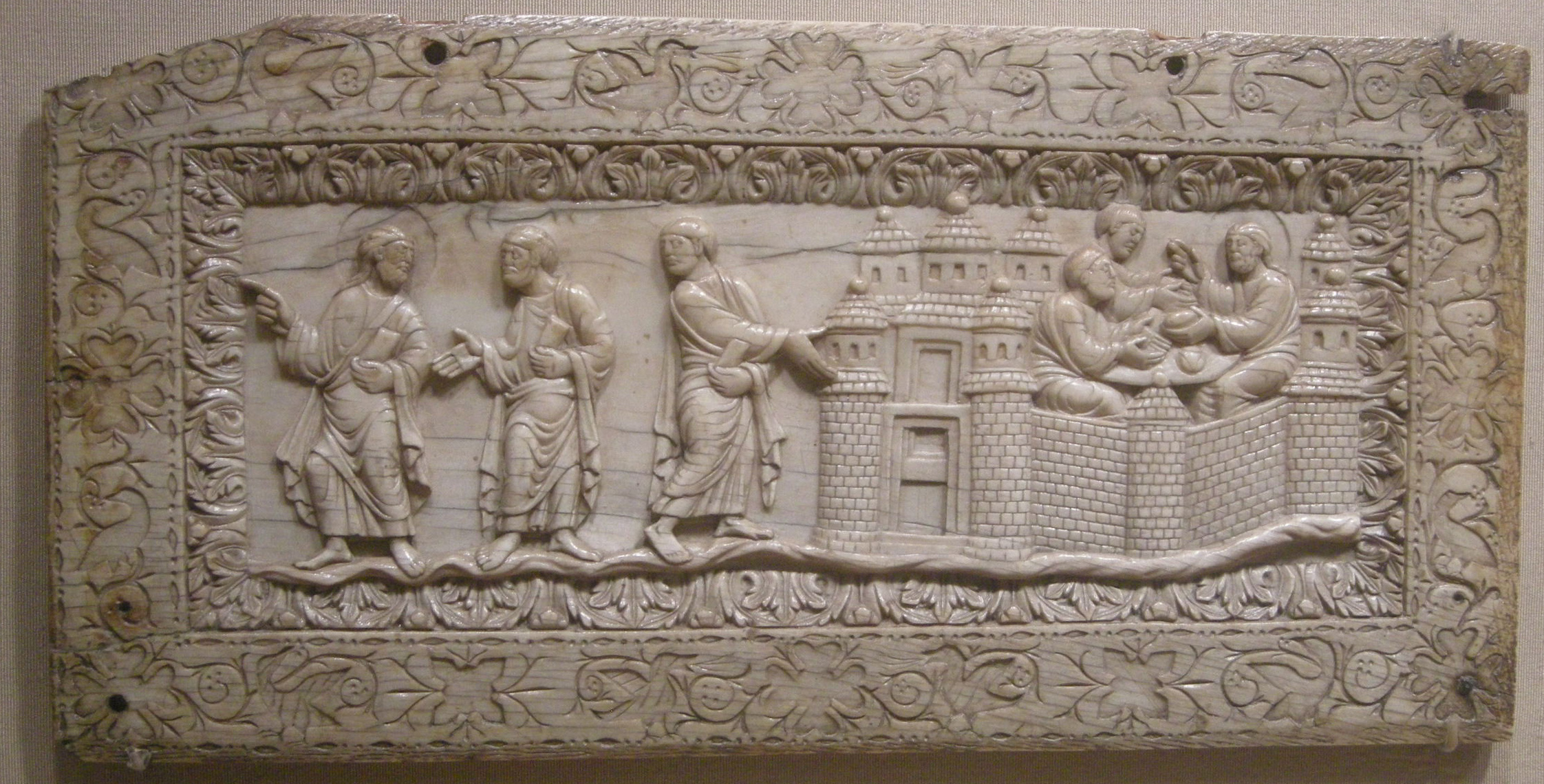
Рельєф із слонової кістки, прибл. 950–900, Мец

Для учня, який супроводжував Клеопу, було запропоновано багато імен. Серед тих, хто був запропонований: Симон / Симеон, згідно з кількома документами та рукописами; Аммаон / Амаон, що може бути орфографічною помилкою для «Симеон», за словами святого Амвросія; Нафанаїл, за «Панаріоном» святого Єпіфанія; Никодим, згідно з арабським апокрифічним Євангелієм від Івана; Євангеліст Лука, за Книгою бджоли; Пилип Диякон; Яків Праведний, брат Ісуса та Марія, дружина (або, можливо, донька) Клеопова, яка вважається тією ж особою, що і Клеопа.
Джон Гіллман у Festschrift Яну Ламбрехту, пише, що «нездатність Луки ідентифікувати супутника Клеопа ні за ім'ям, ні за статтю, цілком може бути стратегією запрошення читача неявно ідентифікувати себе з цією людиною і таким чином здійснити подорож як супутника Клеопи».

### Подорож до Емауса
Двоє учнів Ісуса йшли дорогою, прямуючи до Емауса, глибоко в урочистій і серйозній дискусії, коли Ісус зустрів їх. Вони не могли впізнати Ісуса і вважали його чужинцем. У Проповідях на Євангеліє (Hom. 23) Григорій Великий каже:
Вони насправді не вірили в нього, але говорили про нього. Тому Господь з’явився їм, але не показав їм обличчя, яке вони могли впізнати. Таким чином Господь зовні, перед їхніми фізичними очима, реалізував те, що відбувалося в них всередині, перед очима їхніх сердець. Бо внутрішньо вони одночасно любили його і сумнівалися в ньому; тому Господь був зовні присутній перед ними, і в той же час не розкрив себе. Оскільки вони говорили про нього, він показав їм свою присутність, але оскільки вони сумнівалися в ньому, він приховав від них свій зовнішній вигляд, за яким вони могли його впізнати.
Ісус дозволив їм розповісти про свої тривоги та болі; він дозволив їм сумувати, висловлюючи першопричини. Ісус рішуче вислухав їх сумніви та розпач й використав Писання, щоб вони краще зрозуміли «страждання і славу». Під час подорожі до Емауса, за словами Альфреда Макбрайда, Ісус терпляче вів обидвох учнів «від безнадійності до святості», а також мав намір підживити віру двох учнів до такої міри, щоб вони могли побачити «його справжню присутність під час ламання хліба».
З пасторальної точки зору Джон Моссі пише, що роздуми над «Паломництвом в Емаус» можуть допомогти людині, коли переживаєте власні «темні ночі». Під час такої поведінки, на думку Моссі, слід усвідомити, що Ісус співчутливо йде як товариш у власну подорож, співчутливо вислуховує його смуток і вагання, і проводить змістовно час, супроводжуючи людину через процес внутрішнього зцілення.

### «Залишайся з нами»
У Луки 24:28–29 говориться, що Ісус залишився і вечеряв з двома учнями після зустрічі в дорозі:
Коли вони наближалися до села, до якого йшли, Ісус поводився так, ніби йшов далі. Але вони наполегливо закликали його: «Залишся з нами, бо вже майже вечір, а день добігає кінця». Тому він зайшов, щоб залишитися з ними.
Обидвоє учнів показали свою відкритість і турботу до невідомого незнайомця, яким є Ісус, запросивши його залишитися з ними, приєднатися до їжі та спілкування. Ламбрехт стверджує, що таке ставлення зробило Ісуса здатним глибоко змінити їх: «Запропонувавши гостинність, супутники Емаусу змогли подолати свою заклопотаність, смуток, нерозумність і повільність серця, підготувавши їх до досвіду одкровення за столом, де їх годували».

### Вечеря в Емаусі
Спочатку Ісус з'являється Клеопу та ще одному учневі, але «їхні очі були закриті», так що вони не могли його впізнати. Пізніше, «при ламанні хліба» (Лука 24:30), «відкрилися їхні очі» і вони впізнали Його (Лука 24:31). Б. П. Робінсон стверджує, що це означає, що розпізнавання відбулося під час трапези, в той час як Реймонд Блекетер зазначає, що «багато, можливо, навіть більшість коментаторів, стародавніх і сучасних і проміжних, бачили одкровення особистості Ісуса у ламанні хліба як якийсь євхаристійний референт чи підтекст».
У своєму апостольському листі Mane nobiscum Domine , Іван Павло ІІ каже, що коли обидва учні закликали Ісуса залишитися with ними, Ісус згодом відповів, дав їм спосіб залишитися при Ньому, увійшовши в «глибоке спілкування з Ісусом» через «Таїнство Євхаристії» (пор. . Івана 15:4). Незабаром після того, як Ісус погодився на їхнє прохання залишитися, за словами Папи, «обличчя Ісуса зникло, але Учитель „залишився“ з ними, прихований у „ламанні хліба“, яке відкрило їхні очі, щоб упізнати Його. [… ] Коли розум просвітлюється, а серця запалюються, знаки починають „говорити“» .

### Повернення до Єрусалиму
У Луки 24:32 сказано, що серця двох учнів «горіли» під час їхньої розмови з Ісусом по дорозі в Емаус, особливо коли він пояснював Святе Письмо. Вони пройшли "мандрівку, що символізує зміну їхніх сердець із «сумних» на «палаючі», і вони негайно повернулися до Єрусалиму, щоб поділитися своїм досвідом з іншими товаришами (Луки 24:33).
Альфред Макбрайд каже, що «ентузіазм переповнив усе їхнє істота», коли двоє учнів «зустрічали [ред] Воскреслого Христа» під час вечері в Емаусі. Вони відчували, що потрібно поділитися своїм щастям і гарною новиною з кимось, щоб вони були готові пройти довгу прогулянку назад до Єрусалиму. Іван Павло ІІ стверджує, що два учні усвідомили «обов'язок бути місіонером» після того, як «увійшли в спілкування з Христом» під час трапези, пов'язує це з відпущенням наприкінці Євхаристійного богослужіння .

## У мистецтві

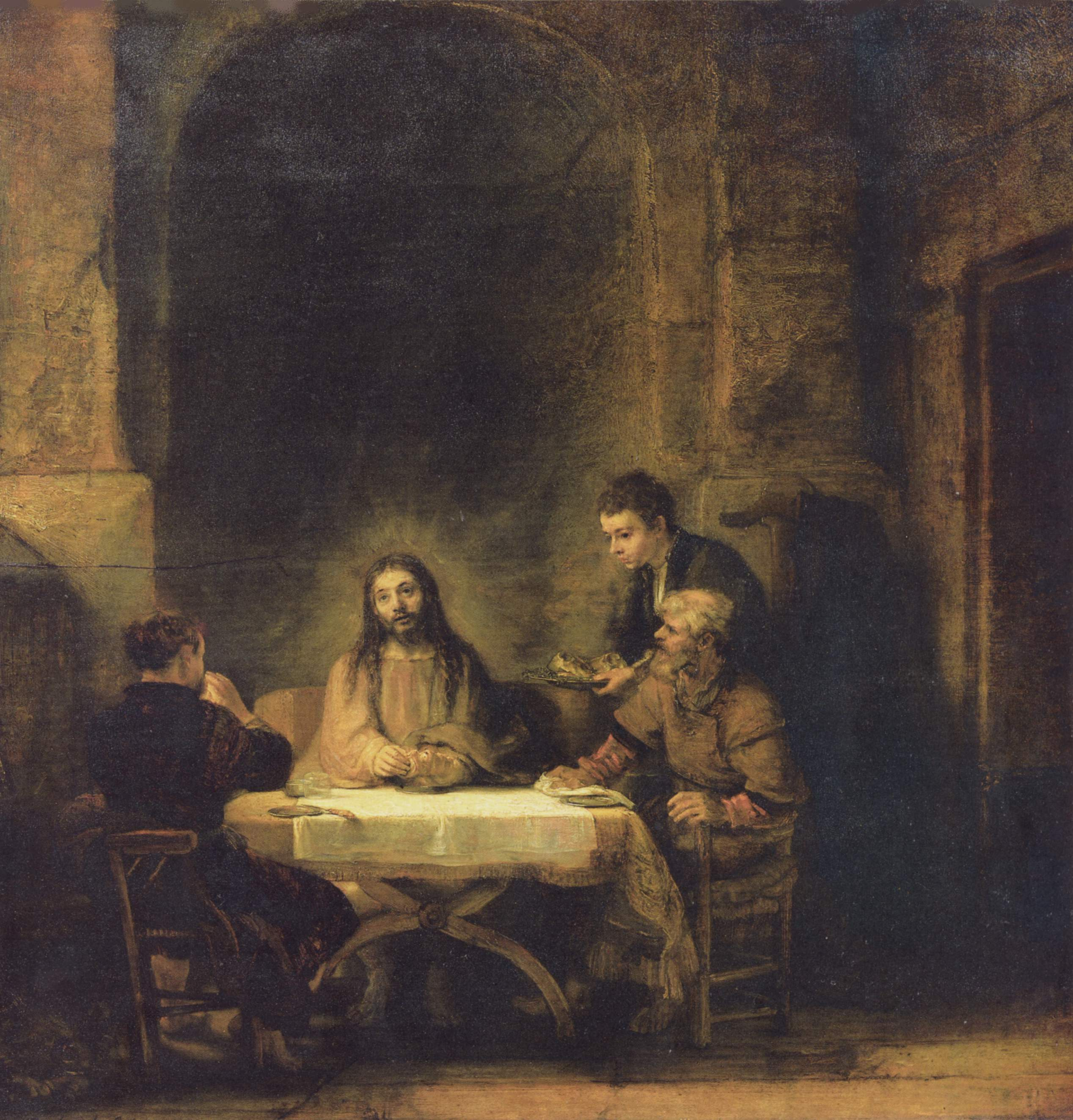
Христос в Емаусі — Рембрандт, 1648, Лувр

І зустріч у дорозі, і наступна вечеря були зображені в мистецтві, але вечері приділено більше уваги. Середньовічне мистецтво має тенденцію показувати момент до того, як Ісуса впізнають; Христос носить великий капелюх, щоб пояснити початкову відсутність визнання учнями. Часто це великий капелюх паломника зі значками або, рідше, єврейський капелюх . Однак зображення вечері було більш популярною темою, принаймні з часів Відродження, коли зображено Ісуса, який їсть із своїми учнями. Часто показується момент розпізнавання.
Зображення вечері Рембрандтом 1648 року засноване на офорті, виконаному ним шістьма роками до того, на якому учень ліворуч піднявся, стиснувши руки в молитві. В обох зображеннях учні вражені в побоюваннях, але не в страху. Слуга не звертає уваги на теофанічний момент, який відбувається під час вечері.
Картина Караваджо в Лондоні і його картина в Мілані були написані з різницею в шість років, і обидві дуже добре імітують природний колір, але однаково були піддані критиці за відсутність прикрас . Караваджо зобразив Ісуса без бороди, а на лондонській картині зображені фрукти на столі, які не по сезону. Більше того, корчмар показаний, що одягнув капелюх.
Деякі інші художники, які зобразили вечерю, — Якопо Бассано, Понтормо, Вітторе Карпаччо, Філіп де Шампань, Альбрехт Дюрер, Бенедетто Дженнарі, Якоб Йорданс, Марко Марціале, Педро Орренте , Тінторетто, Веланезе, Пацотіан . Вечеря також була предметом однієї з найуспішніших підробок Вермера Ганом ван Мегереном .
У літературному мистецтві тема Емауса розглядається ще в 12 столітті даремським поетом Лаврентієм у напівдраматичній латинській поемі.

### Галерея мистецтв

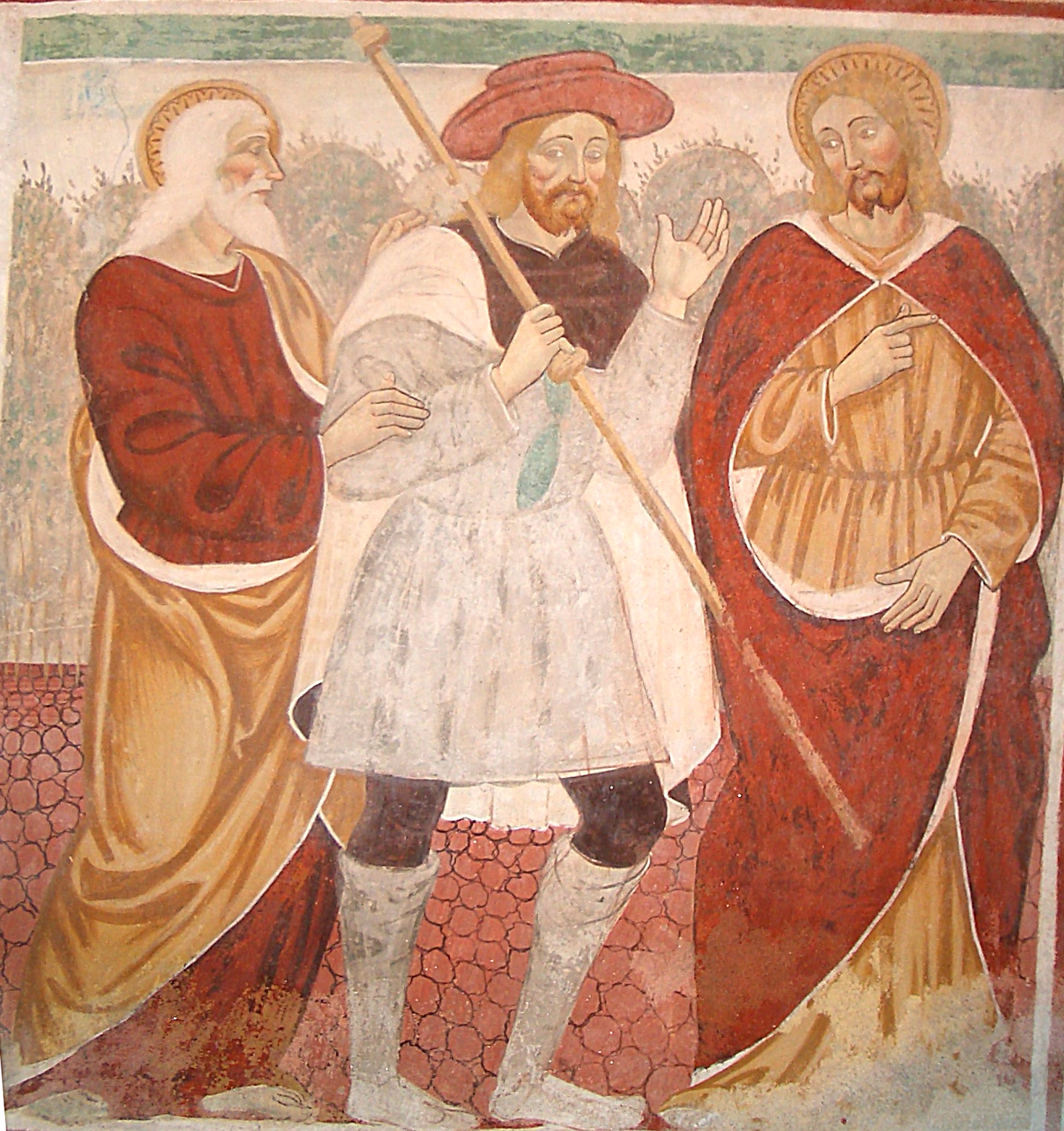
Ораторій у Новарі, 15 століття
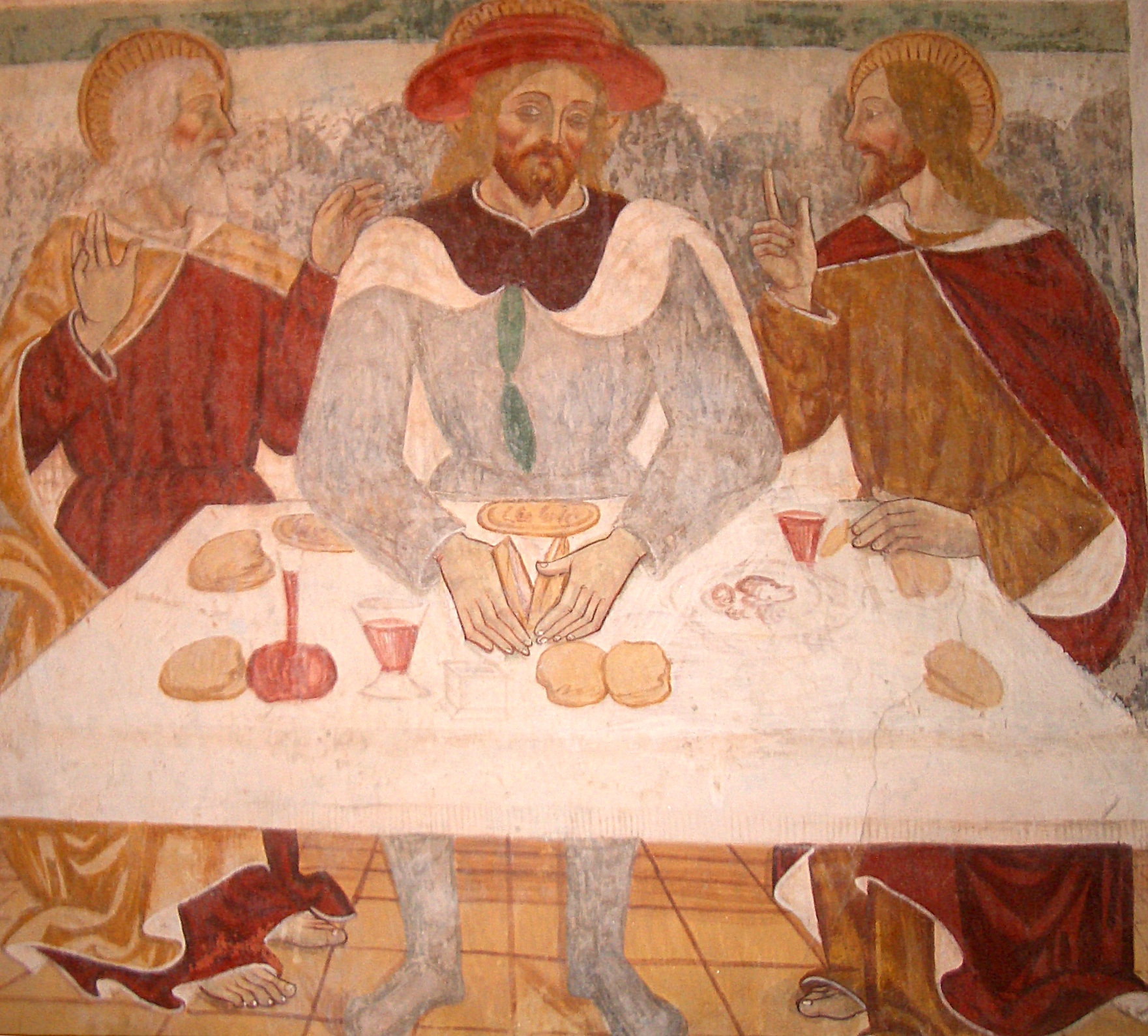
Вечеря в Емаусі, 15 століття
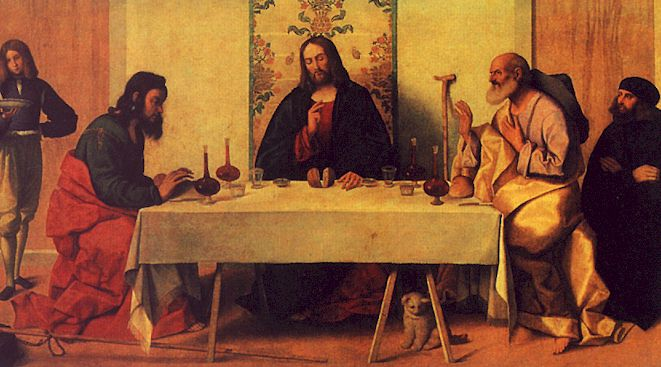
Вечеря в Емаусі, Вінченцо Катена, 16 століття
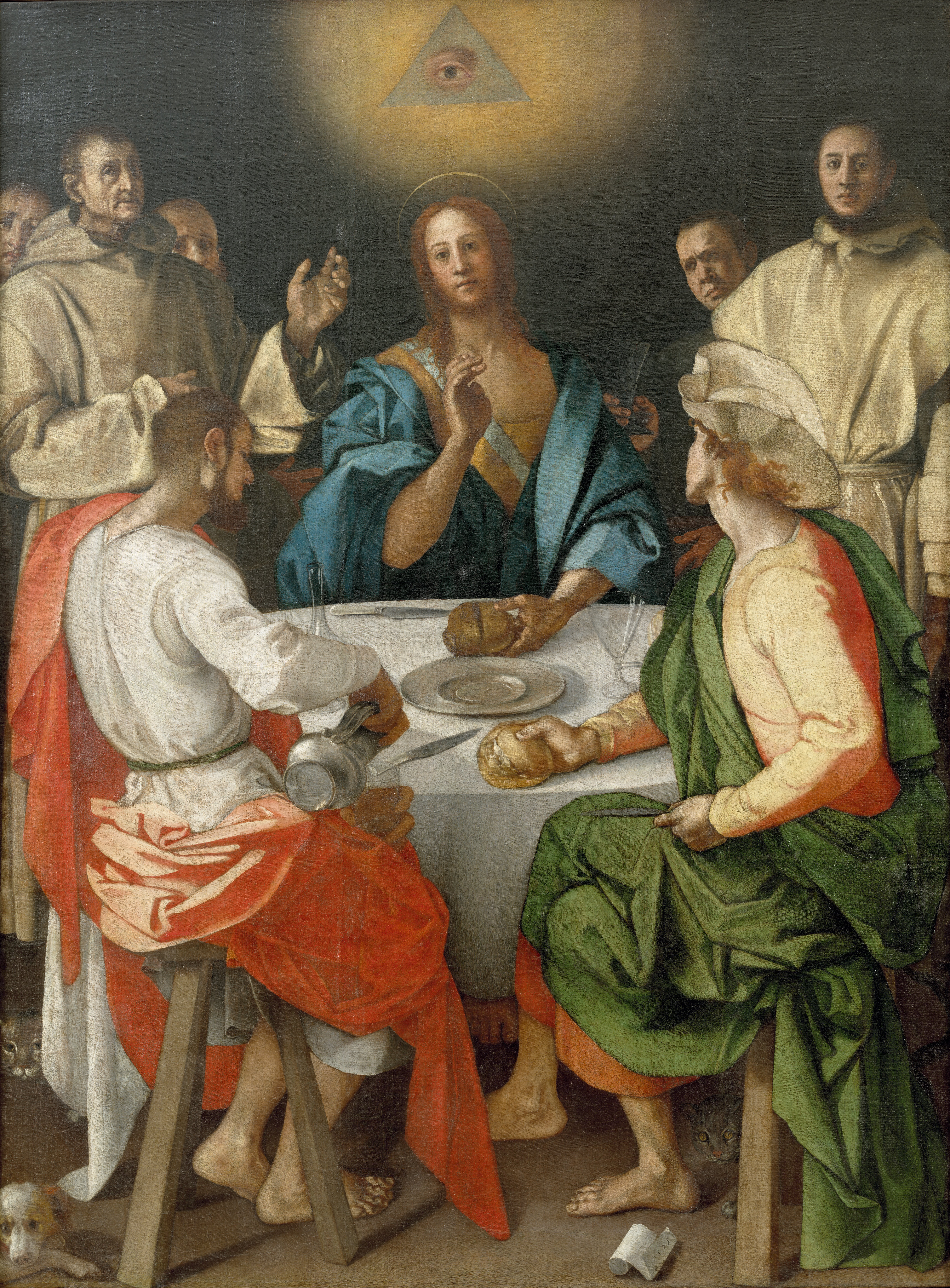
Вечеря в Еммаусі, картина Якопо Понтормо 1525 року з використанням Всевидячого ока
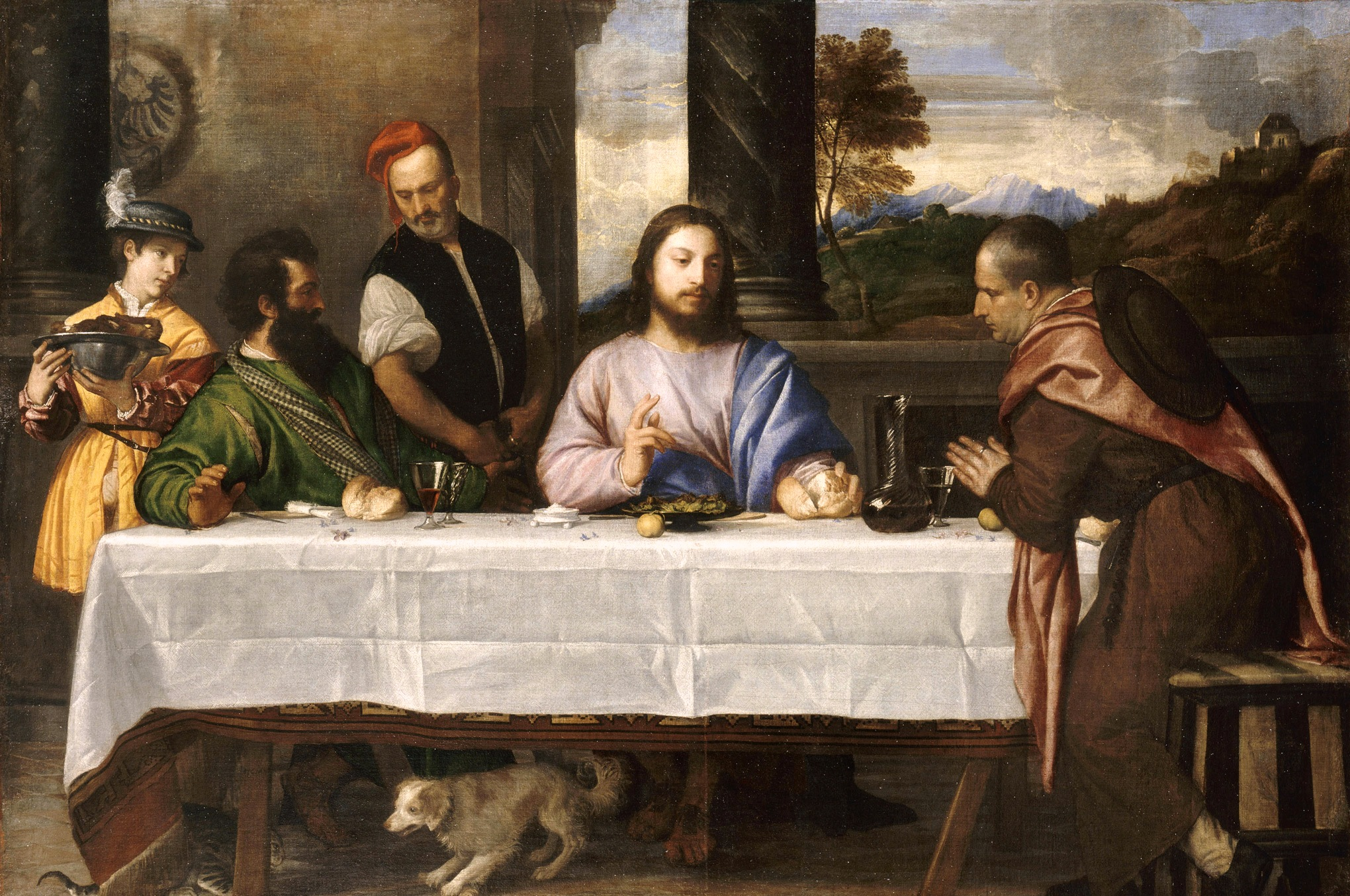
Тіціан, 1535, Лувр
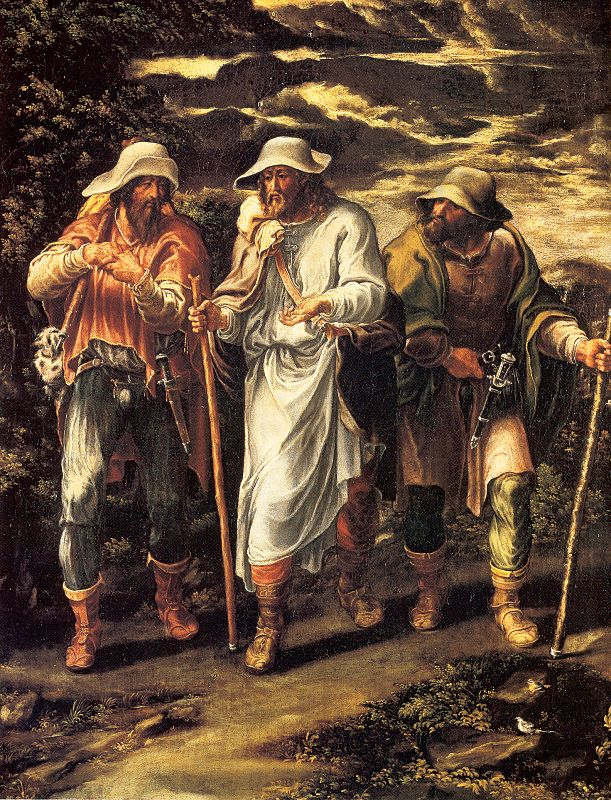
Camino de Emaús, Леліо Орсі, 1560–1565
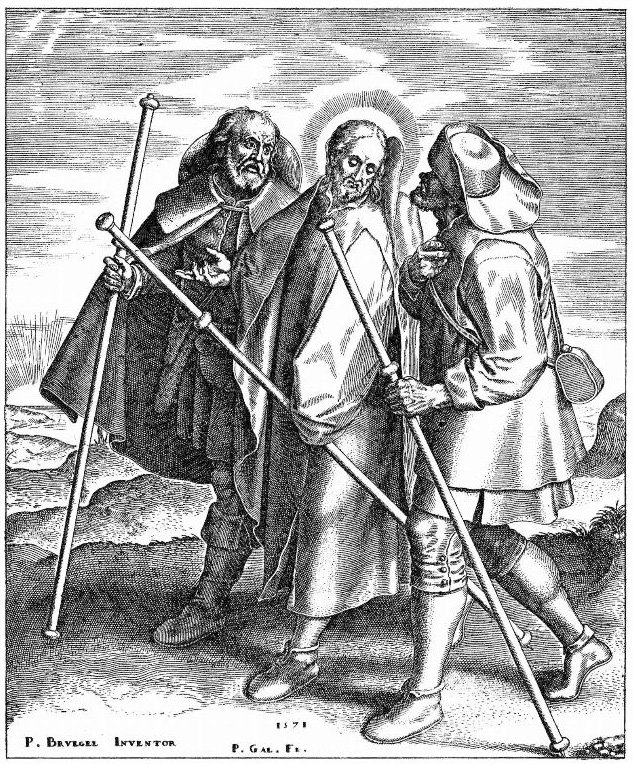
Ісус і учні на дорозі в Емаус, за Пітером Брейгелем Старшим, 1571 р.
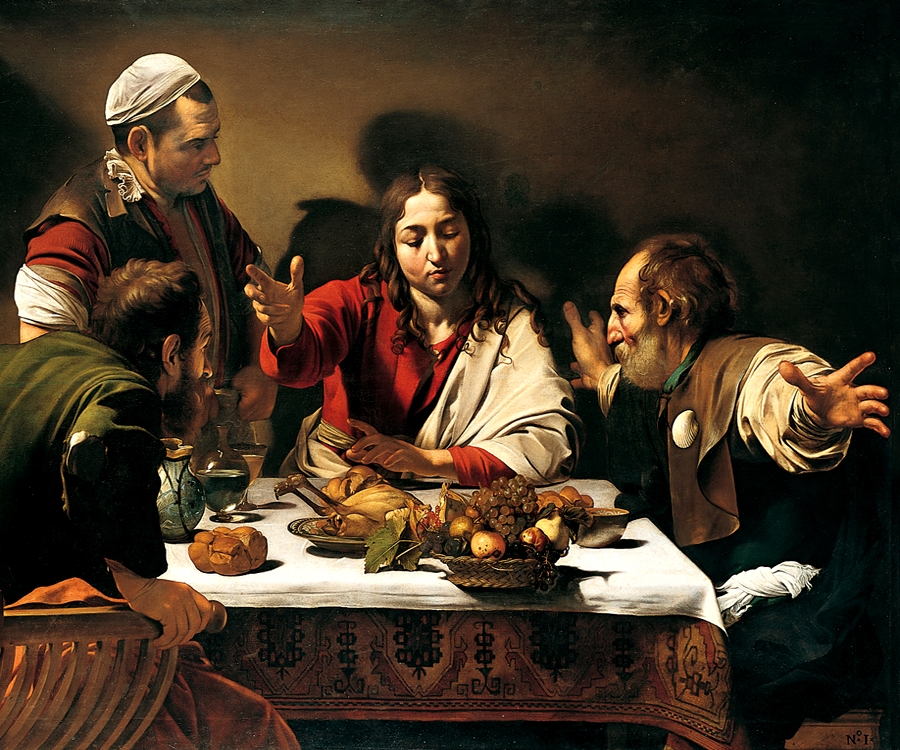
Вечеря в Емаусі, Караваджо, 1601, Лондон
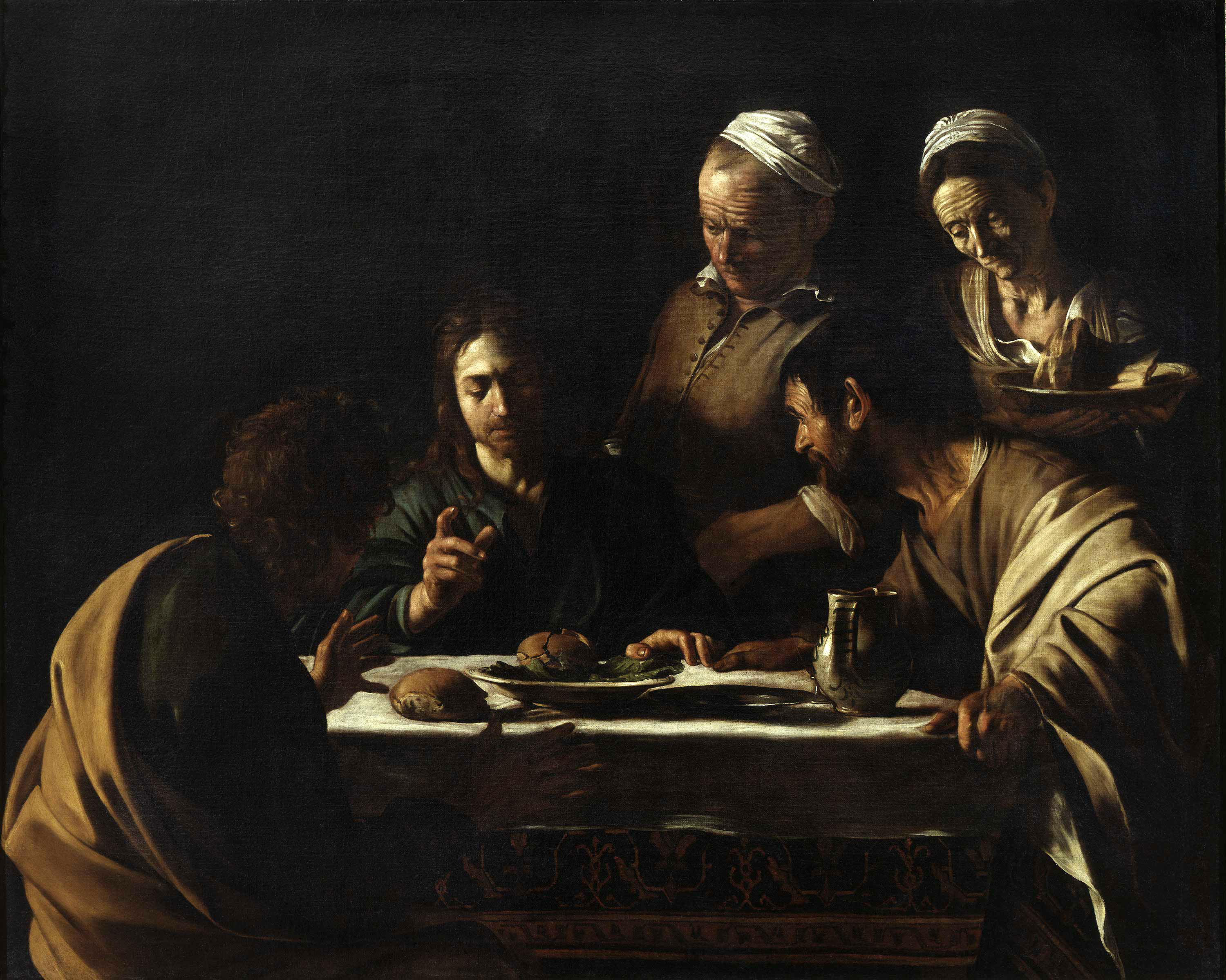
Вечеря в Емаусі, Караваджо, 1606, Мілан
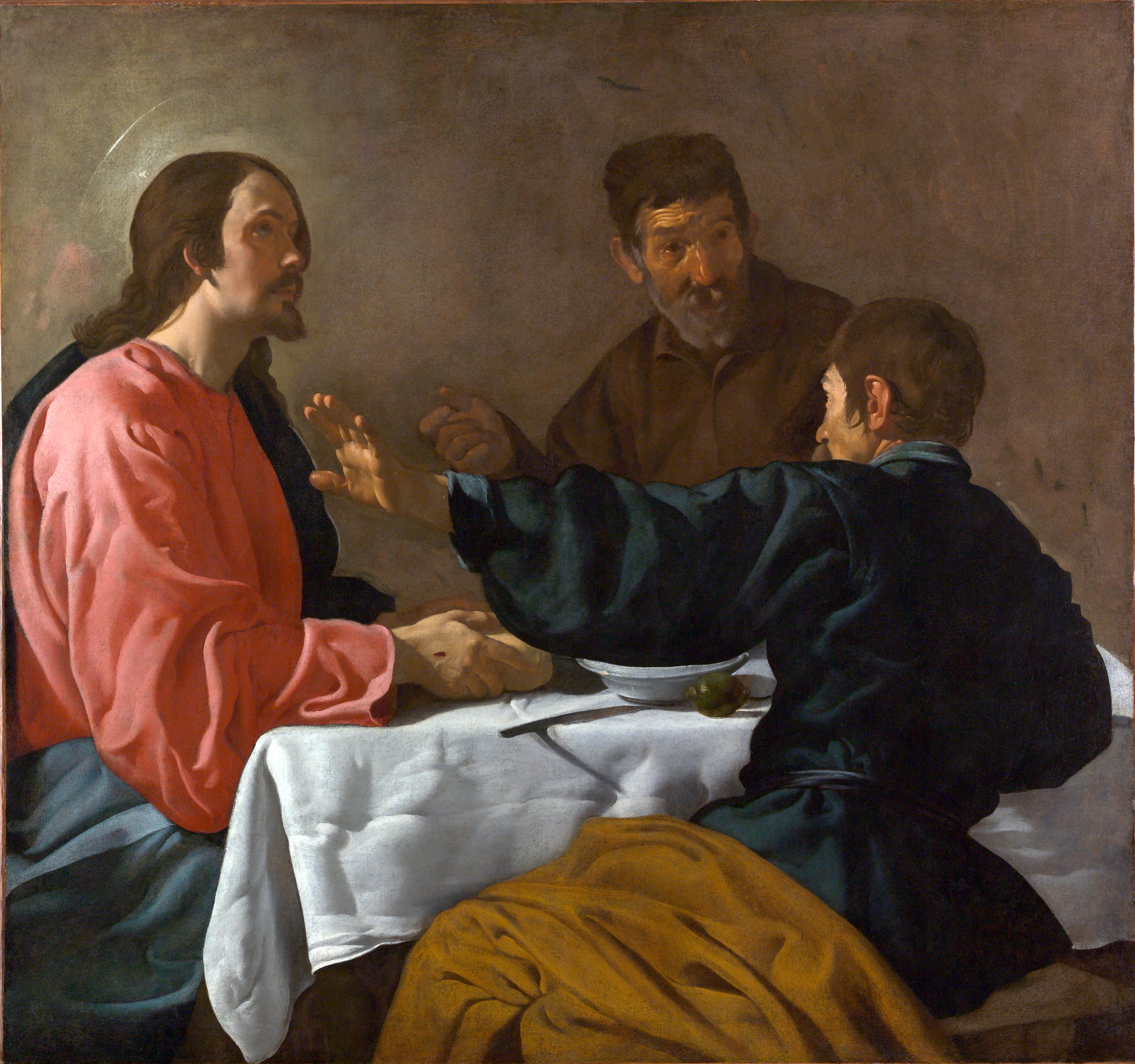
La cena de Emaús, Дієго Веласкес, 1620, Нью-Йорк
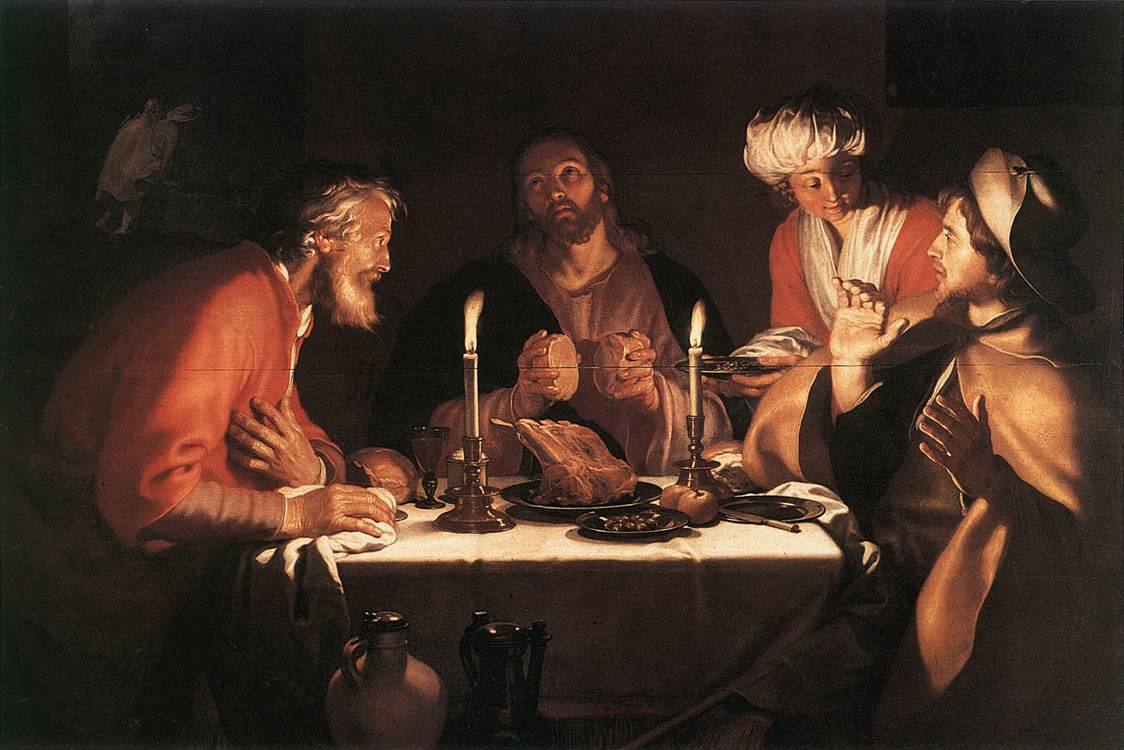
Учні Емаусу», Абрагам Блумарт, 1622
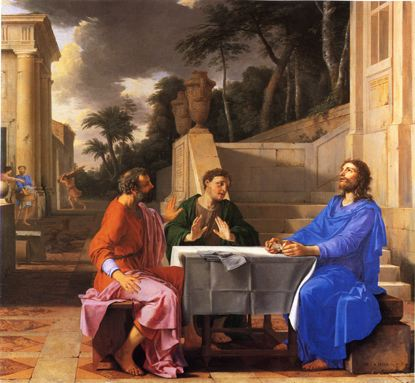
Apparition du Christ aux pélerins d'Emmaüs, Лоран де ла Ір, 1656
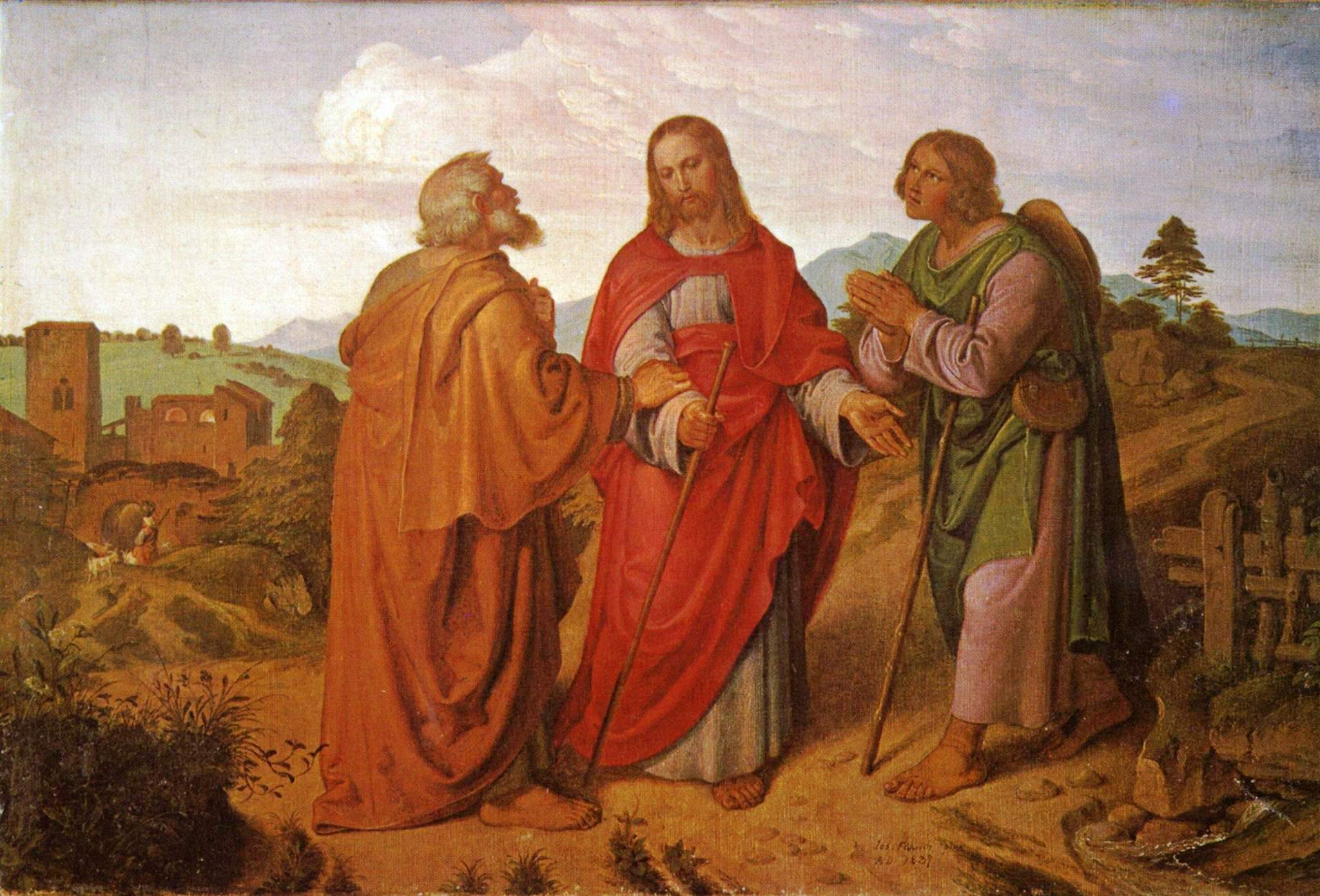
Der Gang nach Emmaus, Йозеф фон Фюріх, 1837
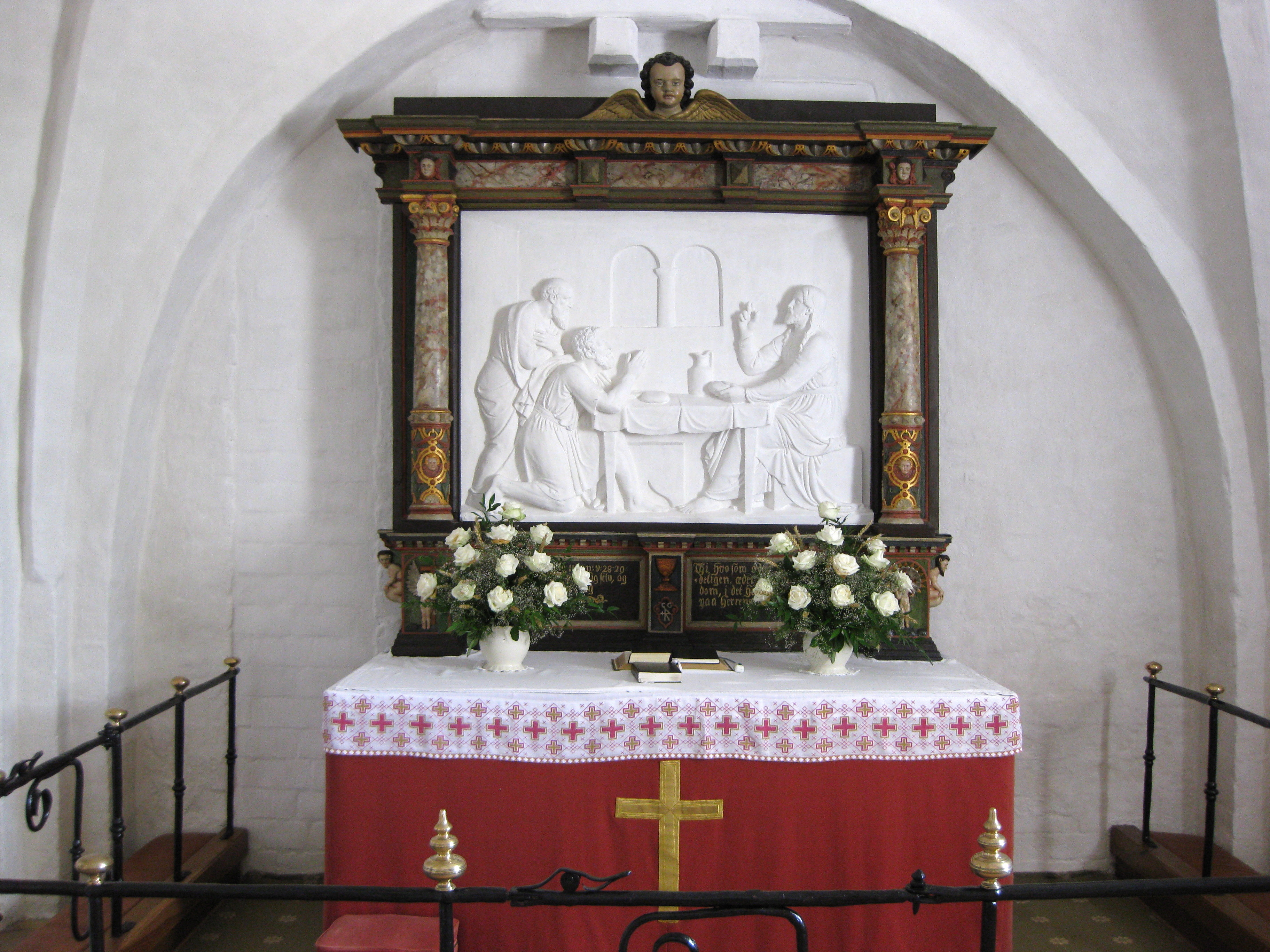
Вівтар Jungshoved Kirke. Скульптура Бертель Торвальдсен (гіпс). 1840-ті роки
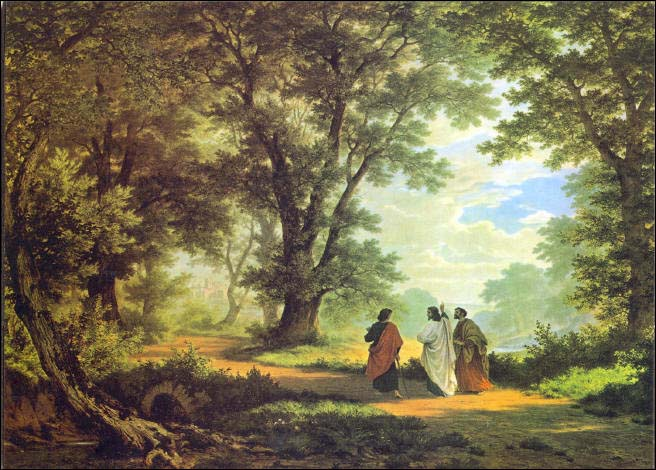
Gang nach Emmaus, Роберт Зюнд, 1877

## У музиці
Євангеліє було передбаченим читанням на Великодній понеділок у лютеранському Лейпцигу за часів Баха . Для цієї нагоди він написав кілька церковних кантат, включаючи хоральну кантату <i id="mwAVo">Bleib bei uns, denn es will Abend werden</i>, BWV 6, у 1725 році.
Йозеф Райнбергер створив у 1855 році мотет Abendlied на вірш з євангельської розповіді «Bleib bei uns» (Будьте з нами).
Американський гурт південної госпел-музики The Emmaus Road Quartet взяв свою назву з біблійної розповіді. У 2019 році вони також записали пісню під назвою «On The Road to Emmaus», у тексті якої виражається бажання ходити з воскреслим Ісусом Христом і навчатися від нього Писанням.

## Юнгіанська перспектива
Карл Юнг розглядав дорогу до Емауса як міфологічний приклад загальної теми сну про чарівного супутника.  

## Сучасне використання
Емаус (Еммеєс), штат Пенсільванія, містечко в регіоні Ліхай-Веллі в США, отримало свою назву від біблійних посилань на Емаус.